# Ashdon
Ashdon is een civil parish in het bestuurlijke gebied Uttlesford, in het Engelse graafschap Essex.
Ashdon werd reeds vermeld in het Domesday Book van 1086. Indertijd telde men er een bevolking van 31 huishoudens. Het had een relatief geringe belastingopbrengst van 2,1 geldum.
De plaats heeft 65 vermeldingen op de Britse monumentenlijst. Daaronder bevindt zich de dorpskerk, waarvan de oudste delen uit de veertiende eeuw stammen.